# Ampishtna
Ampishtna, Ime koje su Luckiamute dali jednoj bandi Calapooya Indijanaca koja je nekada obitavaka istočno od gornjeg toka Willamette u Oregonu. Spmonje ih Gatschet (u Lakmiut MS., B. A. E., 1877.
William C. Sturtevant misli kako bi skupina Winnefelly koja se spominje u Daytonskom ugovoru iz 1855. mogla biti identična s grupi Ampishtna.